# Лысак, Ариадна Анатольевна
Ариадна Анатольевна Лысак (1920—2003) — советская актриса театра и кино.

## Биография
Родилась в Витебске 20 апреля 1920 года.
Выпускница Щукинского училища, где училась в 1938—1942 годах.
Работала актрисой Вахтанговского театра (1938—1949) и Театра имени Горького, ныне Нижегородский областной драматический театр города Саров (1949—1973), где на должность главного режиссёра в 1949 году был приглашён из Москвы (Малый театр) В. Н. Бернc. С ним приехали режиссёр Ю. А. Орынянский и артисты Л. А. Берне, А. С. Орынянская, В. В. Лысых, А. А. Лысак, В. И. Горюнов.
В 1944 году Ариадна Лысак снялась в фильме «В 6 часов вечера после войны» в роли Фени, подруги главной героини фильма Вари Панковой (играла Марина Ладынина). Также снялась в эпизодических ролях в фильмах «Большая жизнь» (1939) и «Большая жизнь. 2 серия» (1946), а также «Сельская учительница» (1947).
В конце 1970-х годов переехала в Подмосковье к брату, жила в посёлке Селятино. Умерла 12 января 2003 года. Похоронена на Востряковском кладбище.